# オスカル・ガルベス・サーキット
アウトドローモ・オスカル・イ・フアン・ガルベス（西: Autódromo Oscar y Juan Gálvez, オスカル・ガルベス・サーキット）は、アルゼンチンのブエノスアイレス郊外にあるサーキット。名前はアルゼンチン出身の兄弟レーサーであるフアン・ガルベスとオスカル・アルフレード・ガルベスにちなんで名付けられている。

## 概要
敷地内のラインの組み合わせ方によって何通りものコースを造ることができるためF1では1953年～1958年、1960年の開催時、1972年～1977年の開催時、1978年～1981年開催時、フォークランド紛争により休止を挟んだ後の1995年～1998年開催時それぞれサーキットの形状が違い、これら4種類のコースでアルゼンチンGPが開催された。再開されるもサーキットの形状が大きく変わったことなどから不評で1998年をもって打ち切られた。1999年も開催予定であったが、主催者とFIAの交渉が決裂した経緯がある。
ロードレース世界選手権 (WGP) では1961年から1999年の間にアルゼンチングランプリが計10回開催された。1998年の250ccクラスでは、最終周回のシケインで原田哲也がチームメイトのロリス・カピロッシと接触して目前のタイトルを逃した。

## コースレイアウト
1970年代のコースは湖の外周路を用いる超高速区間とインフィールドの超低速区間が組み合わさったレイアウトであった。1990年代に使われたのはインフィールドエリアのみを用いた4.259kmの超低速サーキットであり、タイトなコーナーが延々続くレイアウトであった。

湖の周回路を含む、1974年～1981年のF1GPで使用されたレイアウト
1987年～1999年のロードレースで使用されたレイアウト
サーキットの詳細